# Zamarada euryscaphes
Zamarada euryscaphes là một loài bướm đêm trong họ Geometridae.